# Mermecolion

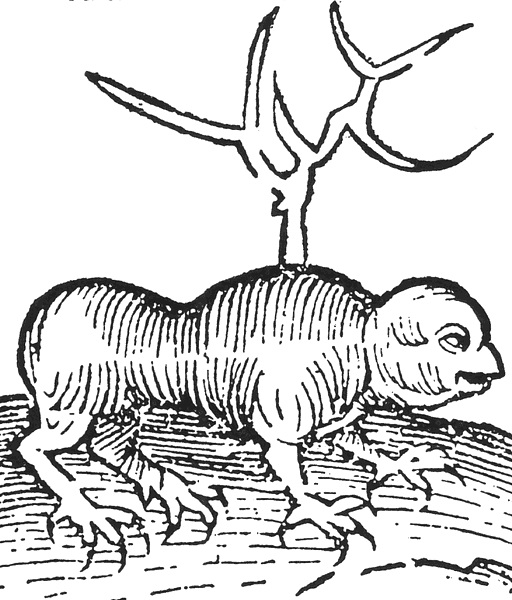
Mermecolion (Darstellung im Hortus Sanitatis von Jacob Meydenbach, 1491)

Das Mermecolion ist ein asiatisches Fabelwesen mit dem Kopf eines Löwen und dem Körper einer riesigen Ameise. Der Legende zufolge starb dieses Wesen kurz nach der Geburt, da der Ameisenkörper das Fleisch, das der Löwe aß, nicht vertrug, andererseits aber der Löwenkopf die vegetarische Nahrung der Ameise nicht annahm.
Weiteren Geschichten zufolge soll das Mermecolion falsch herum angewachsene Genitalien besessen haben.
Dieses seltsame Geschöpf entstand wahrscheinlich aus einer fehlerhaften Übersetzung des hebräischen Wortes für Löwe zu einem Wort, dessen Bedeutung an einen „Löwen-Ameisen-Hybriden“ denken lässt; im Alten Testament (Ijob 4,11 ) ist zu lesen: „Der Löwe verendet aus Mangel an Beute“. Der hebräische Text enthält das Wort לַיִשׁ layish für ‚Löwe‘. Dieses Wort, ein seltenes Wort für den Löwen, hat anscheinend eine seltsame Übersetzung verursacht.
Die Version des Septuaginta kennt einen arabischen Löwen, den Aelian und Strabon Myrmex nennen, in Griechenland allerdings bedeutet Myrmex Ameise, dadurch wurde es zu „Der alte Ameisen-Löwe verendet aus Mangel an Beute“. Aus dieser Fehlübersetzung erwuchs ein Fantasiegeschöpf, das sich hervorragend in die mittelalterlichen Bestiarien einreihte.